# Vianden
Vianden (luxemburgués Veianen, alemán Vianden) es una comuna y villa al norte de Luxemburgo, que forma parte del cantón de Vianden. Su nombre proviene del galo y quiere decir rocoso. Es atravesado por el río Our y se encuentra cerca de la frontera con Alemania. En 1308 recibió el título de villa.

## Demografía

### Población
| Nacionalidad   | Población | %       |
| -------------- | --------- | ------- |
| Luxemburgueses | 955       | 63,20 % |
| Extranjeros    | 556       | 36,80 % |
| - Portugueses  | 342       | 22,63 % |
| - Franceses    | 23        | 1,52 %  |
| - Italianos    | 35        | 2,32 %  |
| - Belgas       | 23        | 1,52 %  |
| - Alemanes     | 27        | 1,79 %  |
| - Yugoslavos   | 36        | 2,38 %  |
| - Otros        | 70        | 4,63 %  |

### Evolución demográfica
| Año        | Población |
| ---------- | --------- |
| 15/02/2001 | 1511      |
| 01/01/2002 | 1457      |
| 01/01/2003 | 1464      |
| 01/01/2004 | 1502      |
| 01/01/2005 | 1561      |

## Monumentos históricos
Vianden tiene una serie de monumentos históricos:
- El Hockelstur o campanario (1603) en una roca cerca del castillo fue originalmente parte de las fortificaciones.
- Las murallas que han sido parcialmente restauradas.
- La Iglesia de los Trinitarios (1248) construida en estilo gótico con dos naves paralelas y el claustro adyacente. Fue construido por el conde Enrique I en agradecimiento a los trinitarios que organizaron la liberación de su padre, el conde Federico II, que había sido capturado durante una cruzada .
- La Cruz de la Justicia cerca de la Iglesia de los Trinitarios recordando la carta de Vianden de Felipe II en 1308.
- Las torres del castillo construyeron para la nobleza, incluido el Ayuntamiento (1579) y la casa donde ahora se encuentra la farmacia (1475).
- La Iglesia de San Nicolás (siglo XIII) fue parcialmente destruida por un incendio en 1723 y reconstruida al año siguiente.

## Turismo
Vianden es uno de los principales centros turísticos de Luxemburgo con un gran número de turistas y visitantes locales en todo momento del año. En particular, el castillo recientemente restaurado ubicado espectacularmente en las rocas sobre la ciudad se ha convertido en un museo que rastrea su historia y sus vínculos con las familias reales de Europa desde la Edad Media. Luego hay vínculos con Víctor Hugo, que visitó Luxemburgo en 1862 y 1865 y pasó un período más largo en Vianden en 1871. Sus bocetos y cartas se pueden ver en el museo ubicado en la casa donde se quedó al lado del puente sobre el Our. También hay un museo de artesanías (Musée d'Art rustique) y un museo de muñecas y juguetes (Musée de la Poupée et du Jouet).
Pero muchas personas simplemente visitan Vianden para pasear por sus colinas históricas o como un centro para caminar, acampar o andar en bicicleta en el norte de Luxemburgo. Hay una agradable ruta en bicicleta por los valles de Sauer y Our hasta Vianden y hay muchos paseos señalizados en la zona.
Durante los meses de verano, un telesilla opera desde las orillas del río en la parte baja de la ciudad que lo lleva muy por encima del castillo con magníficas vistas sobre el paisaje.
Vianden también tiene una serie de eventos anuales y celebraciones. El más famoso de ellos es el mercado de nueces en octubre, cuando las nueces locales están a la venta junto con pasteles de nueces, dulces de nueces, brandy de nueces y licores de nueces.
Finalmente, hay una atracción interesante a pocos kilómetros al norte de Vianden, la planta de almacenamiento por bombeo de Vianden , que proporciona almacenamiento de bombeo de energía hidroeléctrica y sistemas de generación para beneficiarse de la energía eléctrica excedente en la noche y proporciona energía adicional durante las horas pico.

## Galería de imágenes

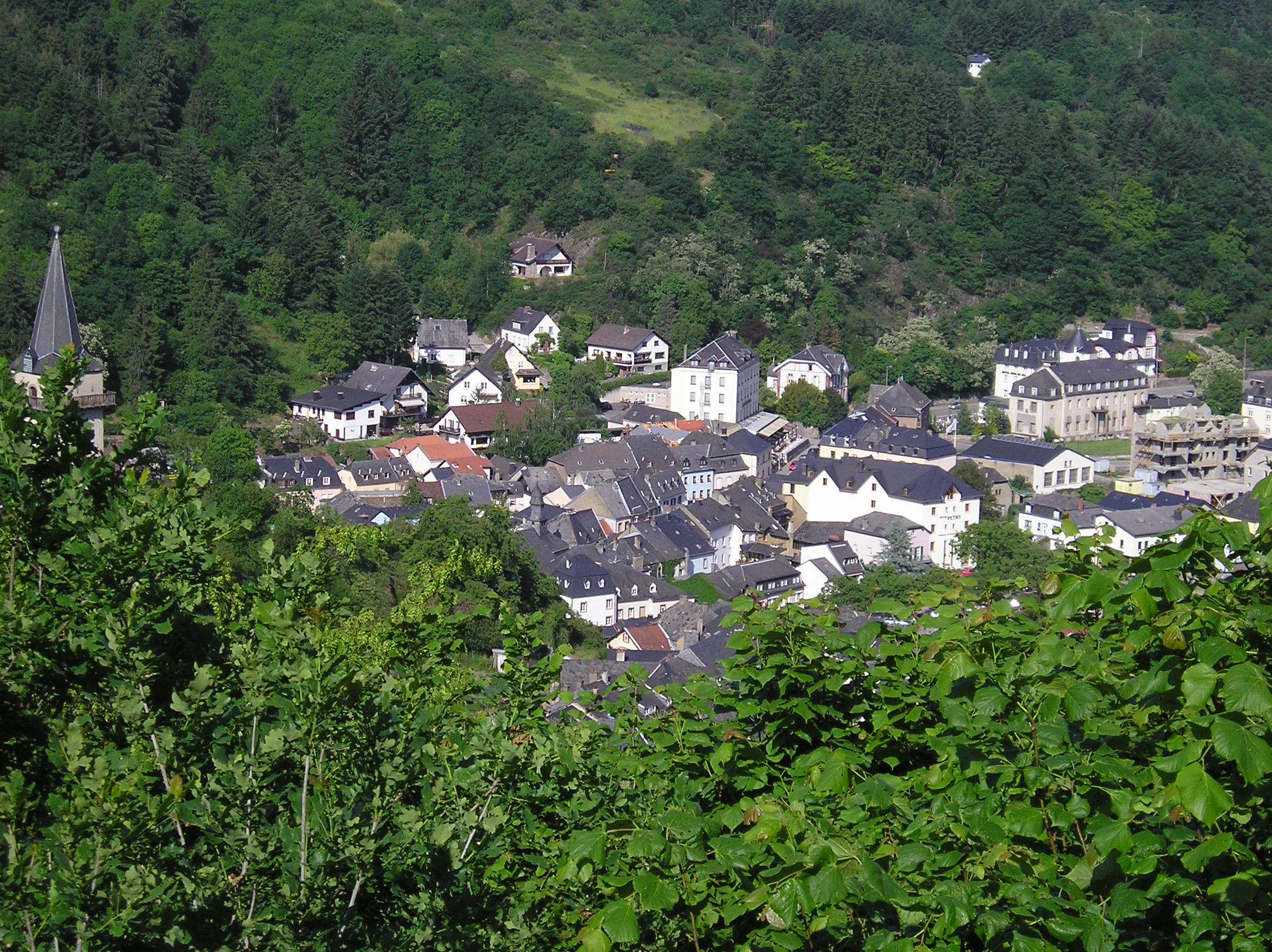
Vianden desde el aire.
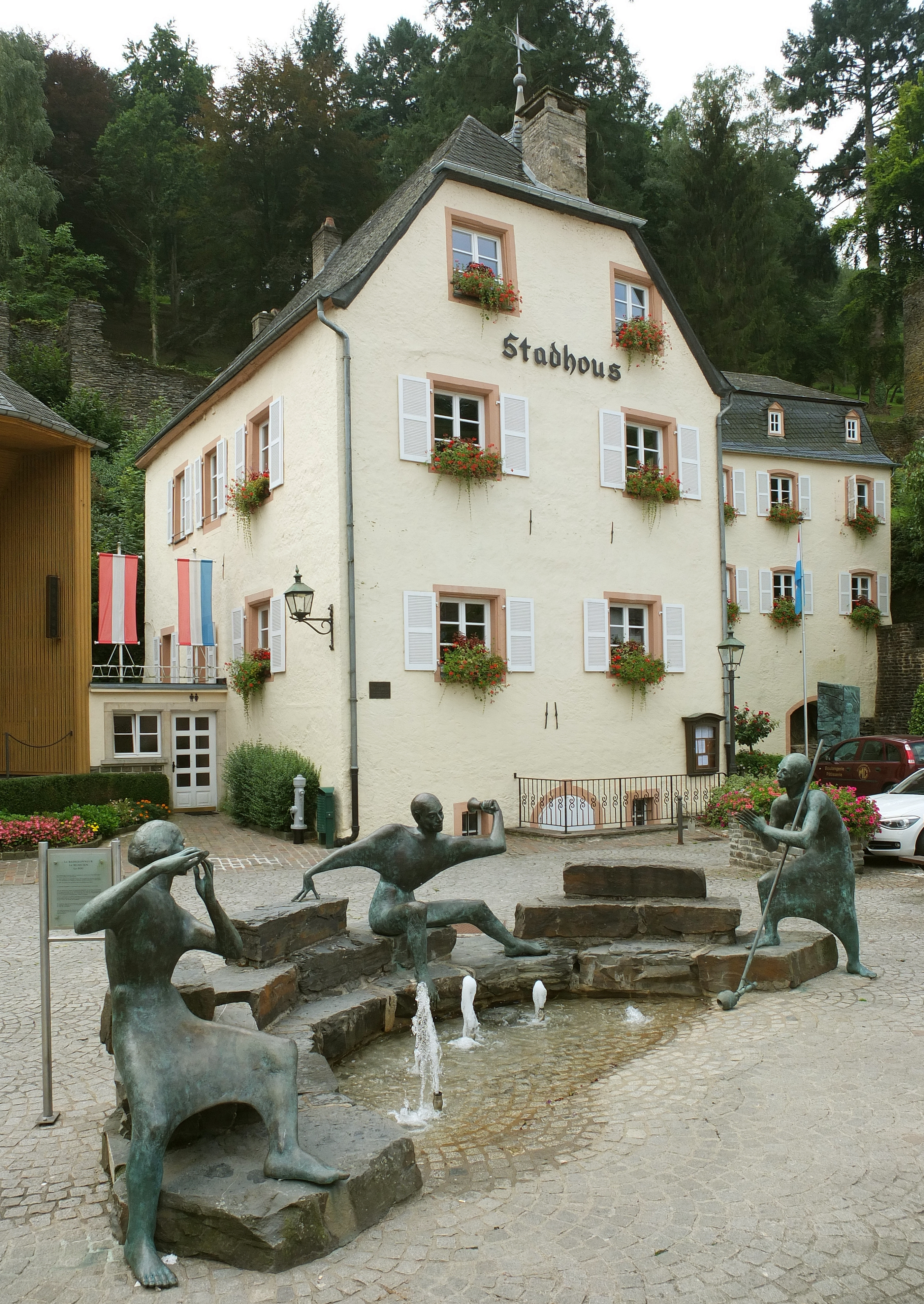
Stadhous.
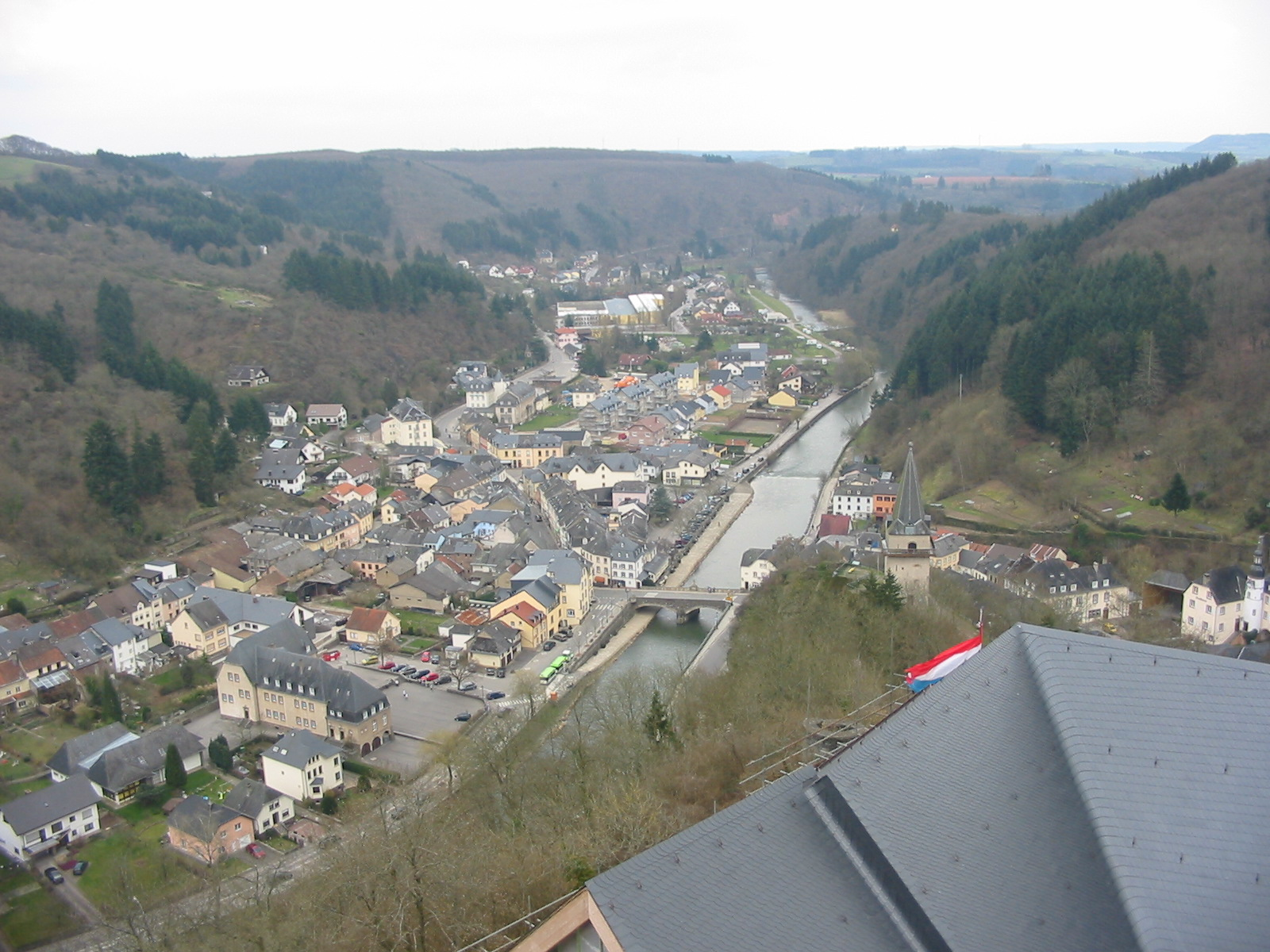
Vianden, desde el castillo.
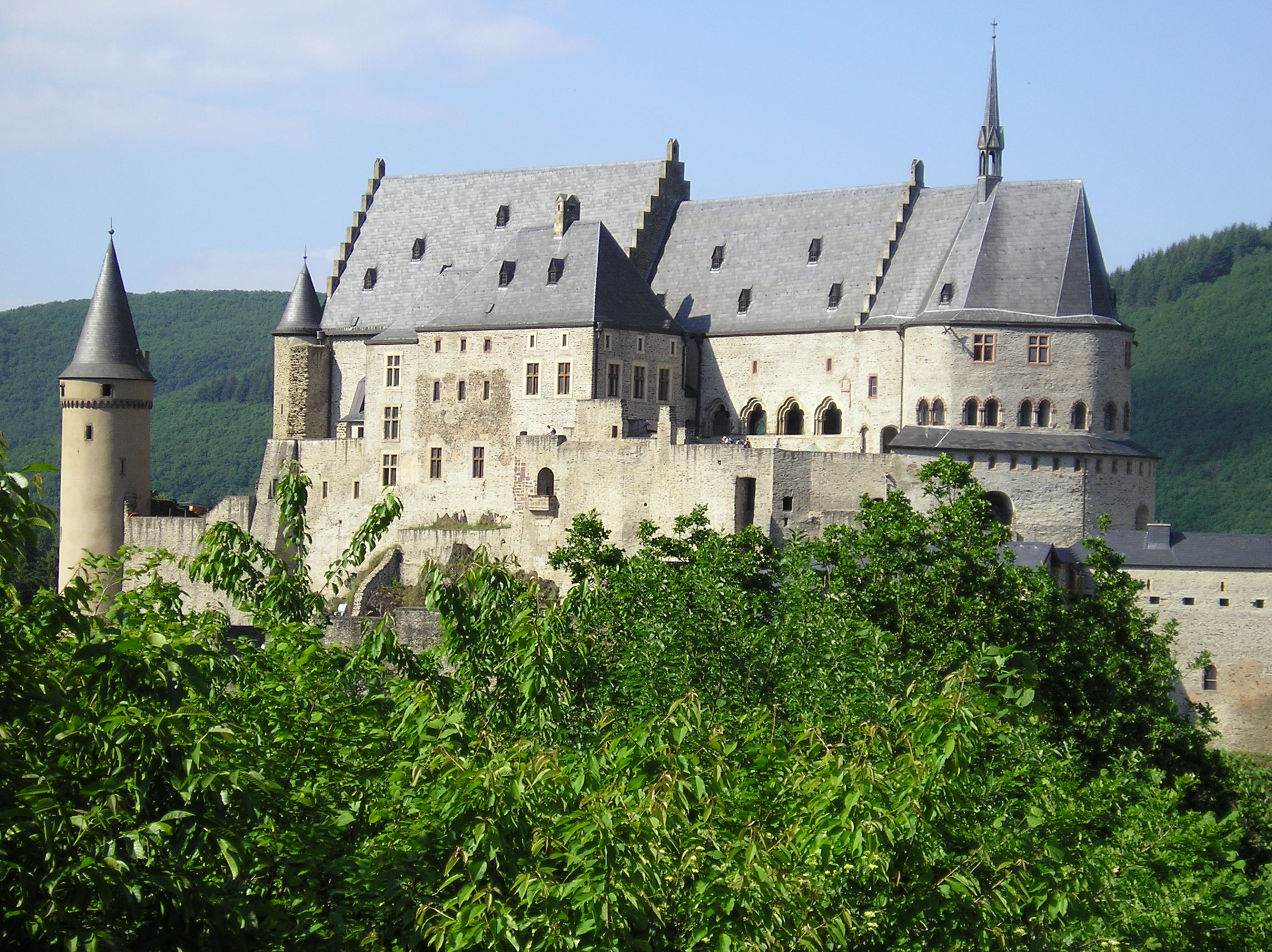
Castillo de Vianden.
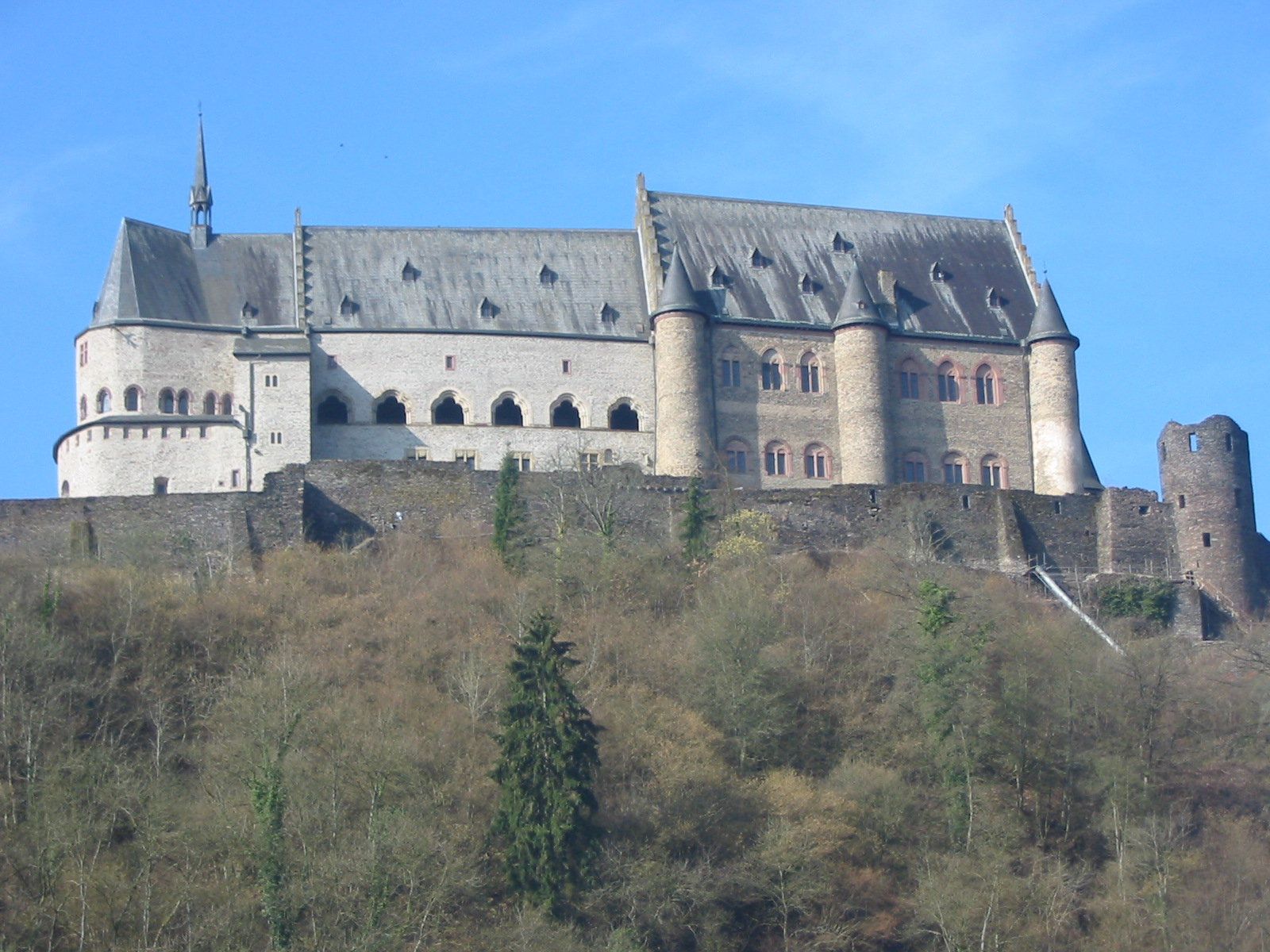
Castillo de Vianden, visto desde la villa.
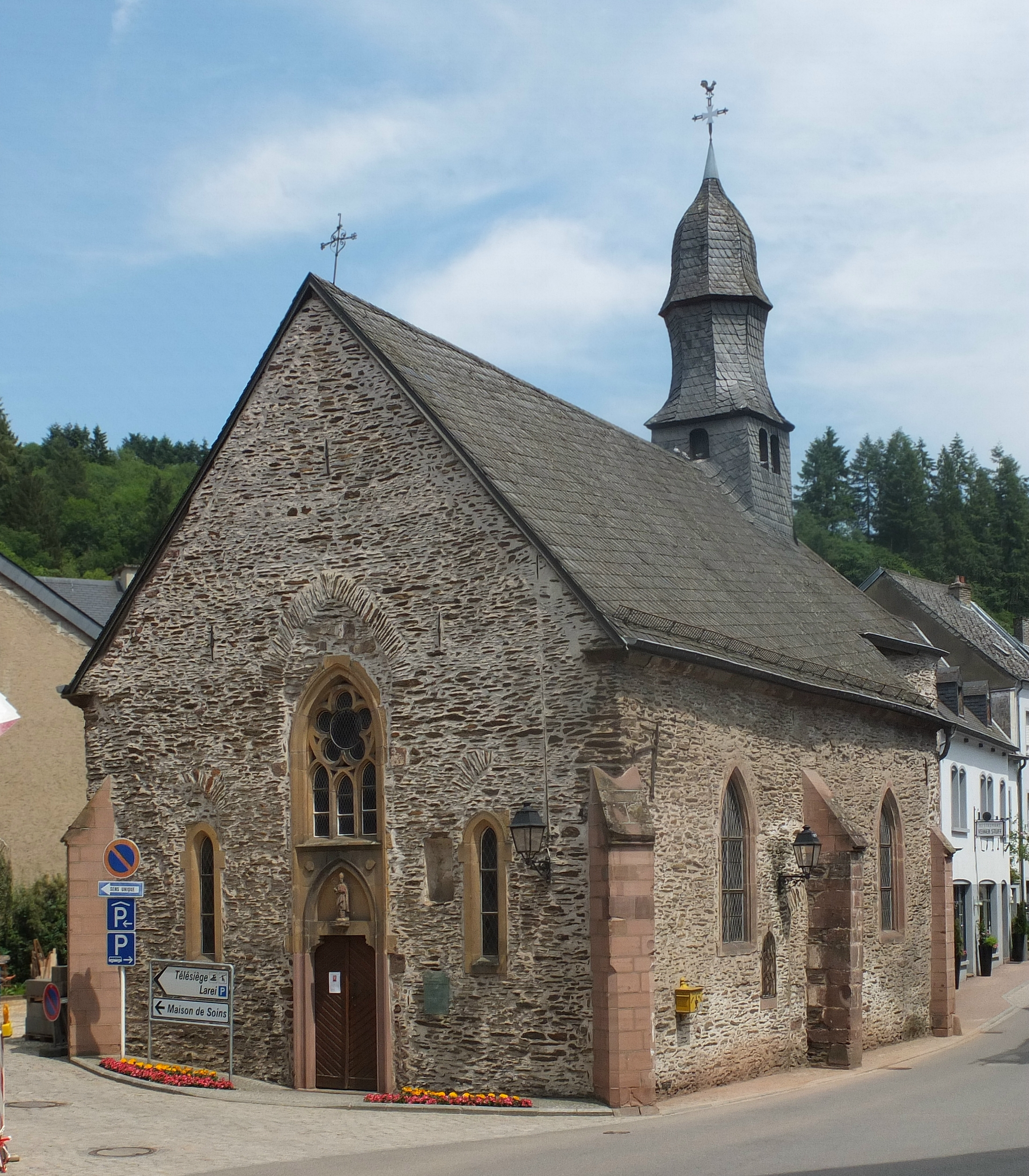
Iglesia de San Nicolás.
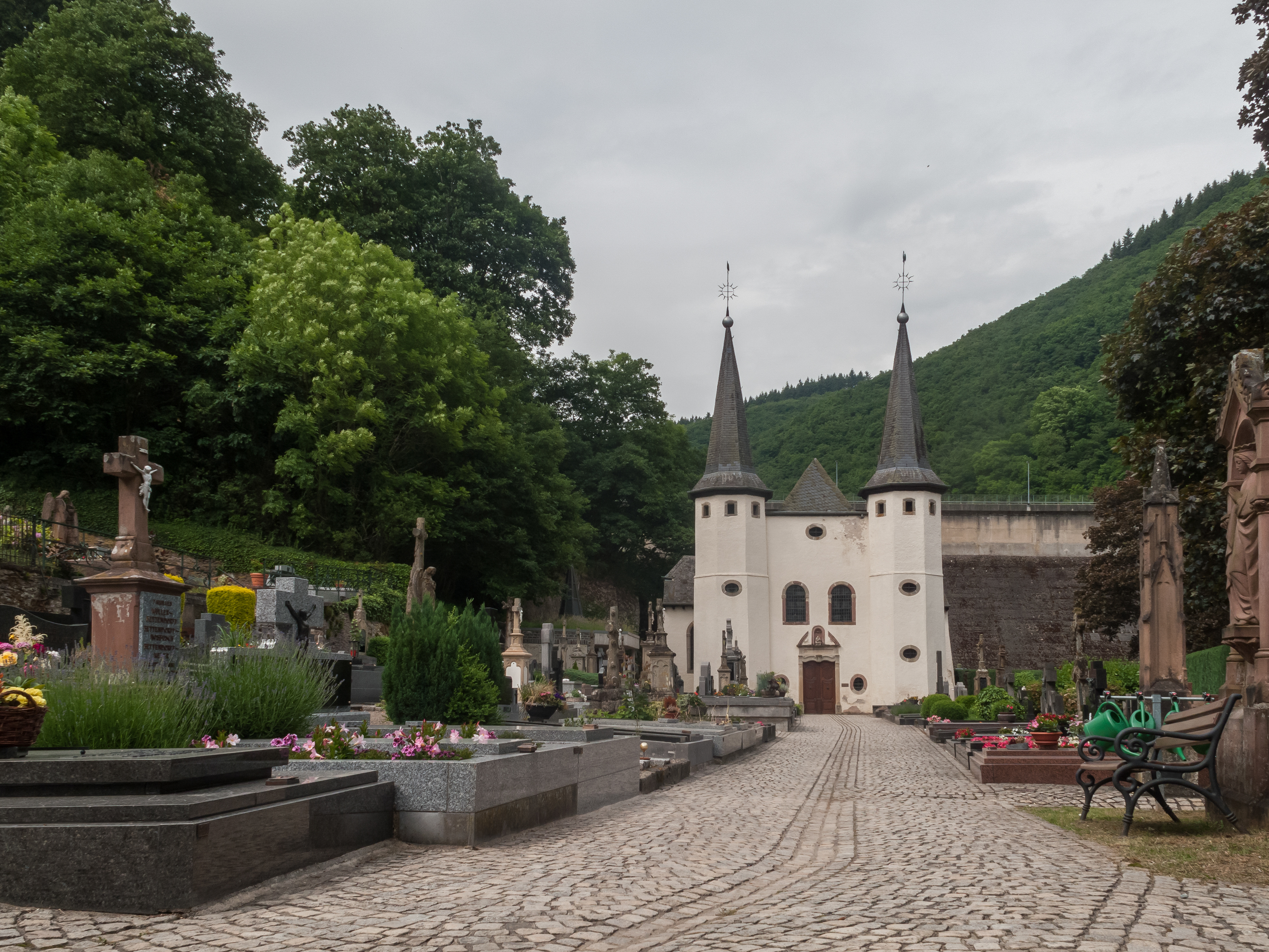
Iglesia: l'église Saint-Roch
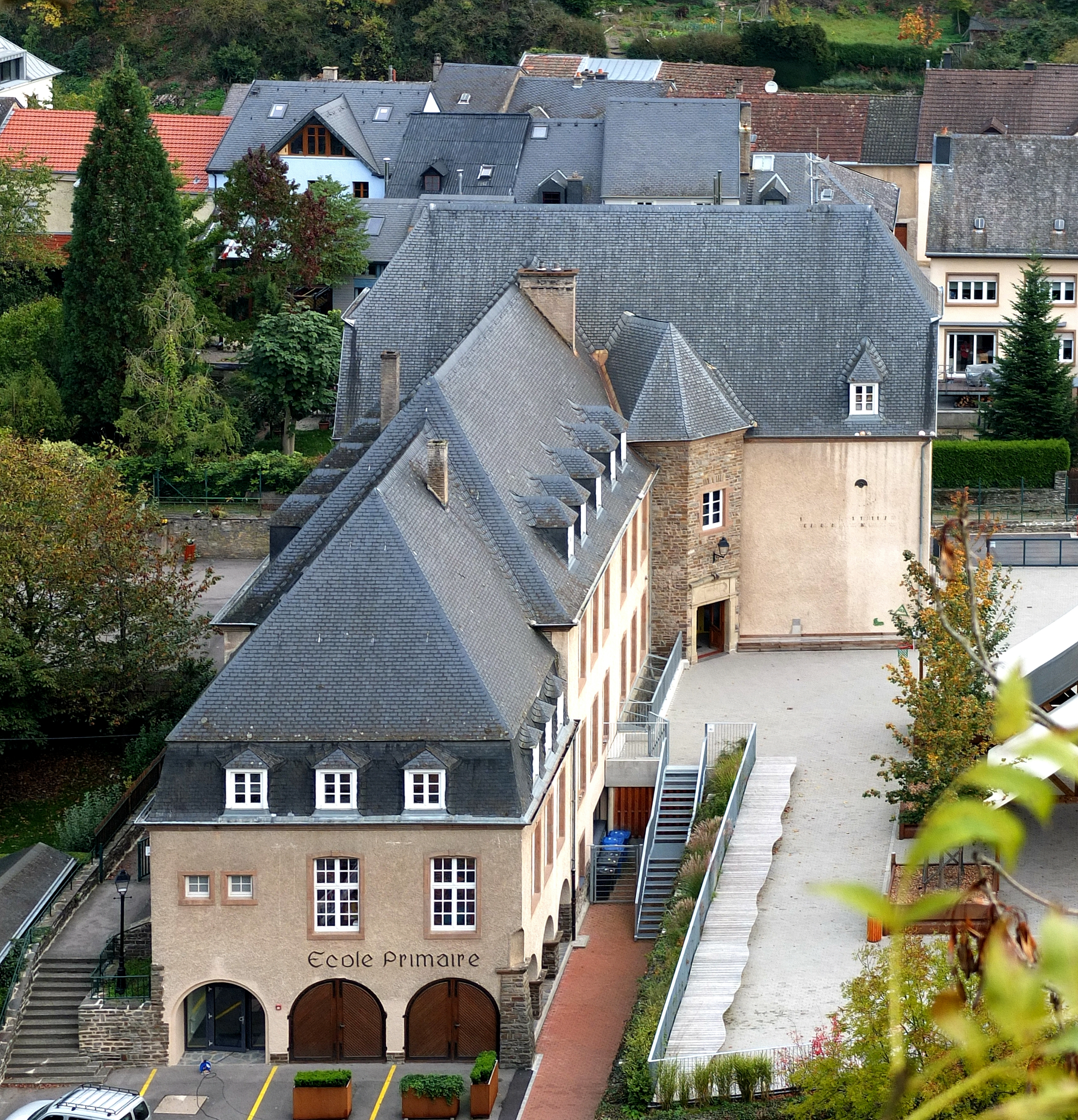
Escuela de primaria.